# Рожич, Анте
Анте Рожич (хорв. Anté Rozić, 8 марта 1986, Бэнкстаун, Австралия) — австралийский и хорватский футболист, защитник.

## Клубная карьера
Родился 8 марта 1986 года в австралийском городе Бенкстаун в семье футболиста сборной Югославии Ведрана Рожича, который тогда играл в Австралии.
В 1996 году семья возвращается в Хорватию, где Анте попадает в академию «Хайдука» (Сплит). Не пробившись в основную команду «Хайдука», Анте на правах аренды выступает за хорватские клубы «Мосор», «Цибалия», «Задар» и «Трогир», после чего подписывает с последним клубом полноценный контракт.
25 января 2009 года подписал контракт с французским «Седаном», где выступал до лета 2010 года, после чего перешёл в польскую «Арку». В Экстраклассе дебютировал 11 сентября в матче против «Видзева» (Лодзь) (1:1). Всего в течение сезона сыграл в 22 матчах чемпионата, после чего перебрался в Австралию в клуб «Голд-Кост Юнайтед», подписав контракт на один год.
29 сентября 2012 года на правах свободного агента подписал однолетний контракт с запорожским «Металлургом», став первым австралийцем в чемпионатах Украины. В Премьер-лиге дебютировал 21 октября в матче против полтавской «Ворсклы», который завершился разгромом запорожцев (0:5). Вскоре тренер команды Виталий Кварцяный, который и приглашал футболиста, покинул свой пост, после чего в декабре контракт футболиста был расторгнут по обоюдному согласию сторон.
В марте 2013 года Рожич подписал контракт с тайской командой «Супханбури».

## Выступления за сборные
Несмотря на то, что Рожич родился в Австралии, он решил выступать за свою историческую родину. С 2002 по 2005 год Анте играл за юношеские сборные Хорватии разных возрастных категорий (U-16, U-17 и U-19). В 2006 году Рожич сыграл один матч за молодёжную сборную Хорватии (U-20).